# Subsistema de l'estació base

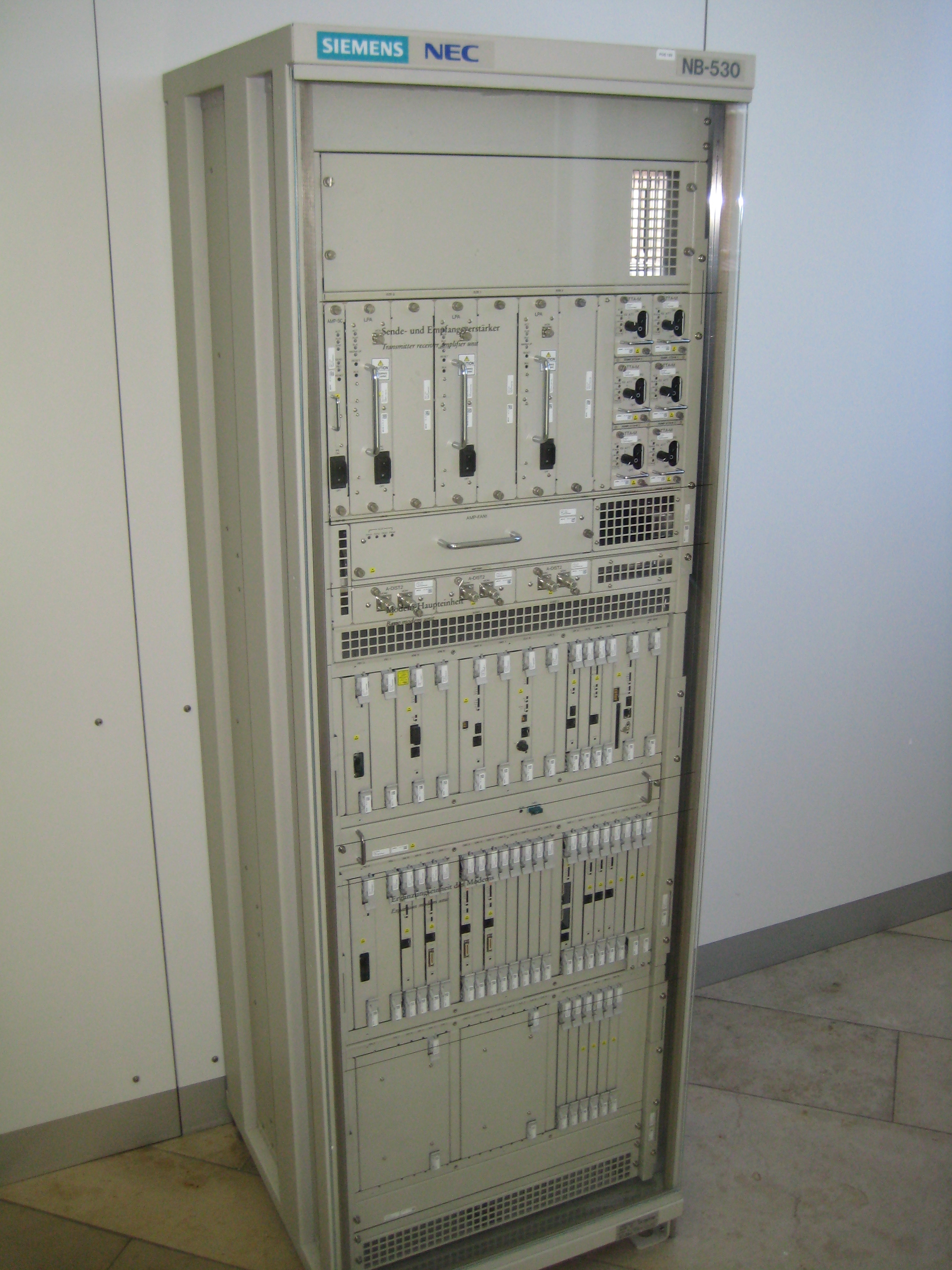
El maquinari de l'estació base GSM es mostra al Deutsches Museum

El subsistema d'estació base (BSS) és la secció d'una xarxa de telefonia mòbil tradicional que s'encarrega de gestionar el trànsit i la senyalització entre un telèfon mòbil i el subsistema de commutació de xarxa. El BSS realitza la transcodificació de canals de parla, l'assignació de canals de ràdio als telèfons mòbils, la paginació, la transmissió i la recepció per la interfície aèria i moltes altres tasques relacionades amb la xarxa de ràdio.

## Estació transceptora base
L'estació de transceptor base, o BTS, conté l'equip per transmetre i rebre senyals de ràdio (transceptors), antenes i equips per a xifrar i desxifrar comunicacions amb el controlador de l'estació base (BSC). Normalment, un BTS per a qualsevol cosa que no sigui una picocel·la tindrà diversos transceptors (TRX) que li permeten servir diverses freqüències diferents i diferents sectors de la cèl·lula (en el cas de les estacions base sectoritzades).

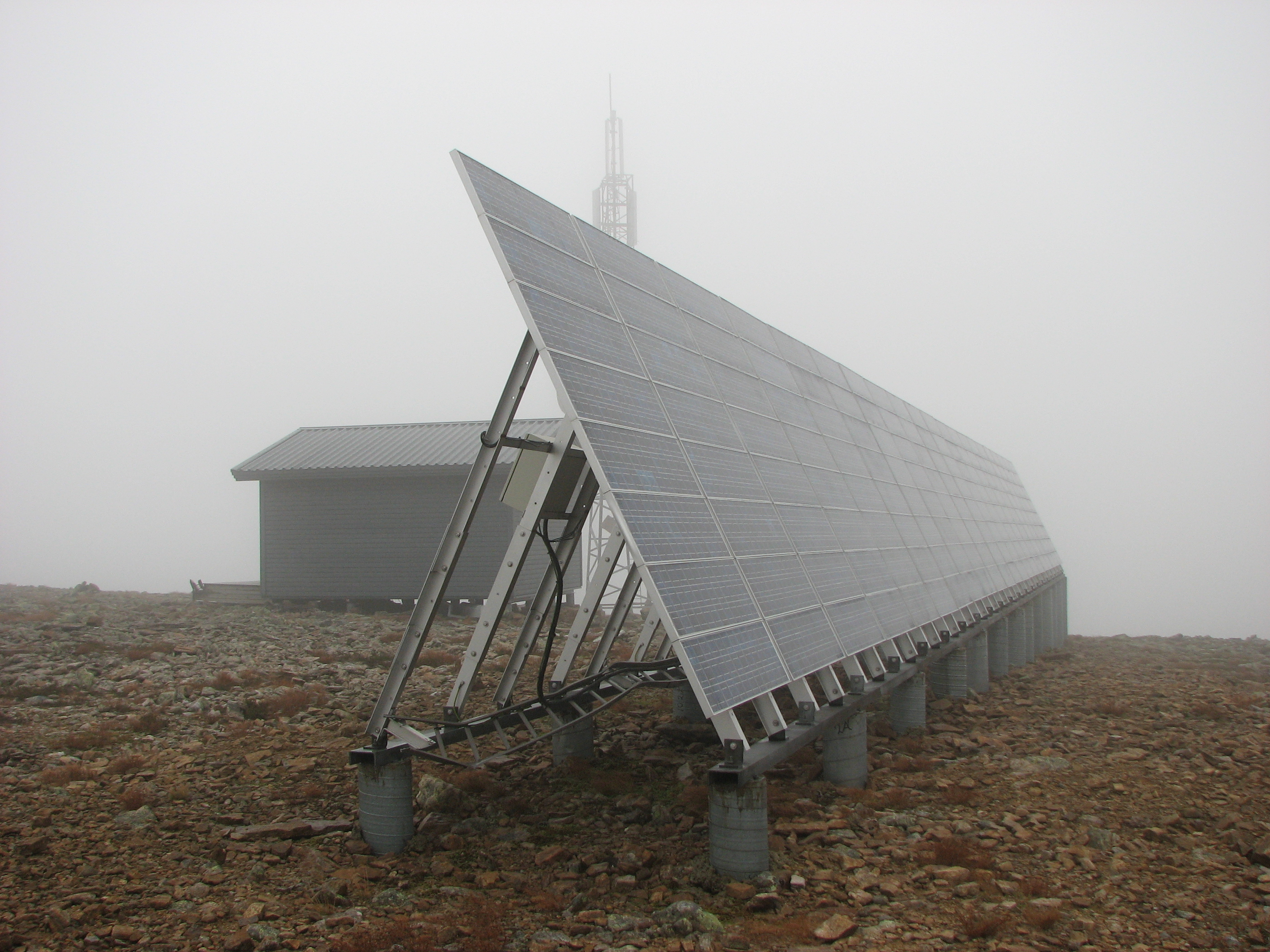
Una estació base GSM alimentada amb energia solar al cim d'una muntanya al desert de Lapònia

Un BTS és controlat per un BSC principal mitjançant la "funció de control de l'estació base" (BCF). El BCF s'implementa com a unitat discreta o fins i tot incorporat en un TRX en estacions base compactes. El BCF proporciona una connexió d'operacions i manteniment (O&M) al sistema de gestió de xarxa (NMS) i gestiona els estats operatius de cada TRX, així com la gestió del programari i la recollida d'alarmes.

Imatge de la xarxa GSM, que mostra les interfícies BSS a la xarxa principal MS, NSS i GPRS

Les funcions d'un BTS varien en funció de la tecnologia cel·lular utilitzada i del proveïdor de telefonia mòbil. Hi ha proveïdors en què el BTS és un transceptor senzill que rep informació de l'MS (estació mòbil) a través de la interfície aèria Um i després la converteix en una interfície basada en TDM (PCM), la interfície Abis, i l'envia cap al BSC. Hi ha proveïdors que creen els seus BTS de manera que la informació es processa prèviament, es generen llistes de cel·les objectiu i fins i tot el trasllat intracel·lular (HO) es pot gestionar completament. L'avantatge en aquest cas és menys càrrega a la cara interfície Abis.
Els BTS estan equipats amb ràdios capaços de modular la capa 1 de la interfície Um; per a GSM 2G+, el tipus de modulació és la clau de desplaçament mínim gaussià (GMSK), mentre que per a xarxes habilitades per EDGE és GMSK i 8-PSK. Aquesta modulació és una mena de codificació de canvi de freqüència de fase contínua. A GMSK, el senyal que s'ha de modular a la portadora es suavitza primer amb un filtre de pas baix gaussià abans d'alimentar-se a un modulador de freqüència, que redueix considerablement la interferència als canals veïns (interferència del canal adjacent).
Els combinadors d'antenes s'implementen per utilitzar la mateixa antena per a diversos TRX (portadors), com més TRX es combinin més gran serà la pèrdua del combinador. Els combinadors de fins a 8:1 només es troben a les cèl·lules micro i pico.
El salt de freqüència s'utilitza sovint per augmentar el rendiment global de BTS; això implica el canvi ràpid del trànsit de veu entre TRX d'un sector. Una seqüència de salts és seguida pels TRX i els telèfons que utilitzen el sector. Hi ha disponibles diverses seqüències de salt i la seqüència que s'utilitza per a una cèl·lula concreta és emesa contínuament per aquesta cèl·lula de manera que els telèfons la coneguin.
Un TRX transmet i rep segons els estàndards GSM, que especifiquen vuit intervals de temps TDMA per radiofreqüència. Un TRX pot perdre part d'aquesta capacitat, ja que s'ha de transmetre informació als telèfons de l'àrea on el BTS serveix. Aquesta informació permet als telèfons identificar la xarxa i accedir-hi. Aquesta senyalització fa ús d'un canal conegut com a Broadcast Control Channel (BCCH).

## Controlador de l'estació base
El controlador de l'estació base (BSC) proporciona, clàssicament, la intel·ligència darrere dels BTS. Normalment, un BSC té desenes o fins i tot centenars de BTS sota el seu control. El BSC gestiona l'assignació de canals de ràdio, rep mesures dels telèfons mòbils i controla els trasllats de BTS a BTS (excepte en el cas d'un traspàs entre BSC, en el qual el control és en part responsabilitat de l'ancora MSC). Una funció clau del BSC és actuar com a concentrador on moltes connexions diferents de baixa capacitat a BTS (amb una utilització relativament baixa) es redueixen a un nombre menor de connexions cap al centre de commutació mòbil (MSC) (amb un alt nivell d'utilització).. En general, això significa que les xarxes sovint s'estructuren per tenir molts BSC distribuïts en regions properes als seus BTS que després es connecten a grans llocs MSC centralitzats.

## Unitat de control de paquets
La unitat de control de paquets (PCU) és una incorporació tardana a l'estàndard GSM. Realitza algunes de les tasques de processament del BSC, però per a paquets de dades. L'assignació de canals entre veu i dades està controlada per l'estació base, però un cop assignat un canal a la PCU, la PCU pren el control total d'aquest canal.

## Interfícies BSS
Um
La interfície aèria entre l'estació mòbil (MS) i el BTS. Aquesta interfície utilitza el protocol LAPDm per a la senyalització, per dur a terme el control de trucades, informes de mesura, lliurament, control de potència, autenticació, autorització, actualització de la ubicació, etc. El trànsit i la senyalització s'envien en ràfegues de 0,577 ms a intervals de 4.615 ms, per formar blocs de dades cada 20 Senyora.
Abis
La interfície entre el BTS i el BSC. Generalment transportat per un circuit TDM DS-1, ES-1 o E1. Utilitza subcanals TDM per al trànsit (TCH), protocol LAPD per a la supervisió BTS i la senyalització de telecomunicacions, i porta la sincronització del BSC al BTS i MS.
A
La interfície entre el BSC i el MSC. S'utilitza per transportar els canals de trànsit i la part d'usuari BSSAP de la pila SS7. Tot i que normalment hi ha unitats de transcodificació entre BSC i MSC, la comunicació de senyalització té lloc entre aquests dos punts finals i la unitat de transcodificació no toca la informació SS7, només la veu o les dades CS es transcodifiquen o s'adapten la velocitat.
Ater
La interfície entre el BSC i el transcodificador. És una interfície propietària el nom de la qual depèn del venedor (per exemple Ater de Nokia), porta la informació de la interfície A del BSC deixant-la intacta.
Gb
Connecta el BSS al SGSN a la xarxa central GPRS.